# Вознесенская церковь-школа (Колпино)
Це́рковь Вознесе́ния Госпо́дня — православный храм в городе Колпине (Санкт-Петербург).
Относится к Санкт-Петербургской епархии Русской православной церкви, входит в состав Колпинского благочиния. Настоятель — протоиерей Серафим Иоаннович Сологуб (с марта 1993 года)

## История
В 1897 году купец Аникита Исидорович Полотнов подал прошение на имя обер-прокурора Синода разрешить построить ему на свои средства церковь. На что последовало разрешение.
Каменная церковь-школа была построена в 1897—1901 годах по проекту архитектора Михаила Андреевича Андреева.
Торжественную закладку храма совершил 6 (18) июля 1897 года протопресвитер военного и морского духовенства Александр Желобовский.
В процессе устройства храма 17 (29) октября 1898 года состоялось торжественное освящение церковно-приходской школы, располагавшейся на первом этаже здания. Отделка храма была полностью завершена к октябрю 1900 года.
7 (20) января 1901 года храм был освящён митрополитом Санкт-Петербургским Антонием (Вадковским) в сослужении епископа Гдовского Вениамина (Муратовского) и протоиерея Иоанна Ильича Сергиева.
В 1911—1914 годах в храме ежегодно служил епископ Гдовский Вениамин (Казанский), возглавлявший крестные ходы из-за Невской заставы в Колпино на поклонение местной святыне — явленной иконе святителя Николая.
Вскоре после изданного 20 января (2 февраля) 1918 года Декрета «Об отделении церкви от государства и школы от церкви» церковно-приходская школа была закрыта. Храм был приписан к приходу Колпинского Троицкого собора.
Церковь была закрыта по постановлению Исполкома Колпинского Совета от 29 апреля 1920 года и передана в ведение отдела народного образования. Часть икон была передана в Троицкий собор, остальные сожжены. Верхний этаж храма был передан клубу «Спартак» и превращён в спортзал, на нижнем этаже находилась читальня рабочего клуба. В начале 1920-х годов была разобрана колокольня.
Здание не пострадало в период Великой Отечественной войны. С 1946 года в нём разместился кинотеатр «Заря» (с 1985 года кинотеатр юного зрителя). Здание было перестроено: вход со стороны колокольни был заделан, новый пробит с угла северного фасада. В 1970-е годы были ликвидированы кокошник и тумбы на крыше, под колокольней была открыта билетная касса.

Церковь Вознесения Господня
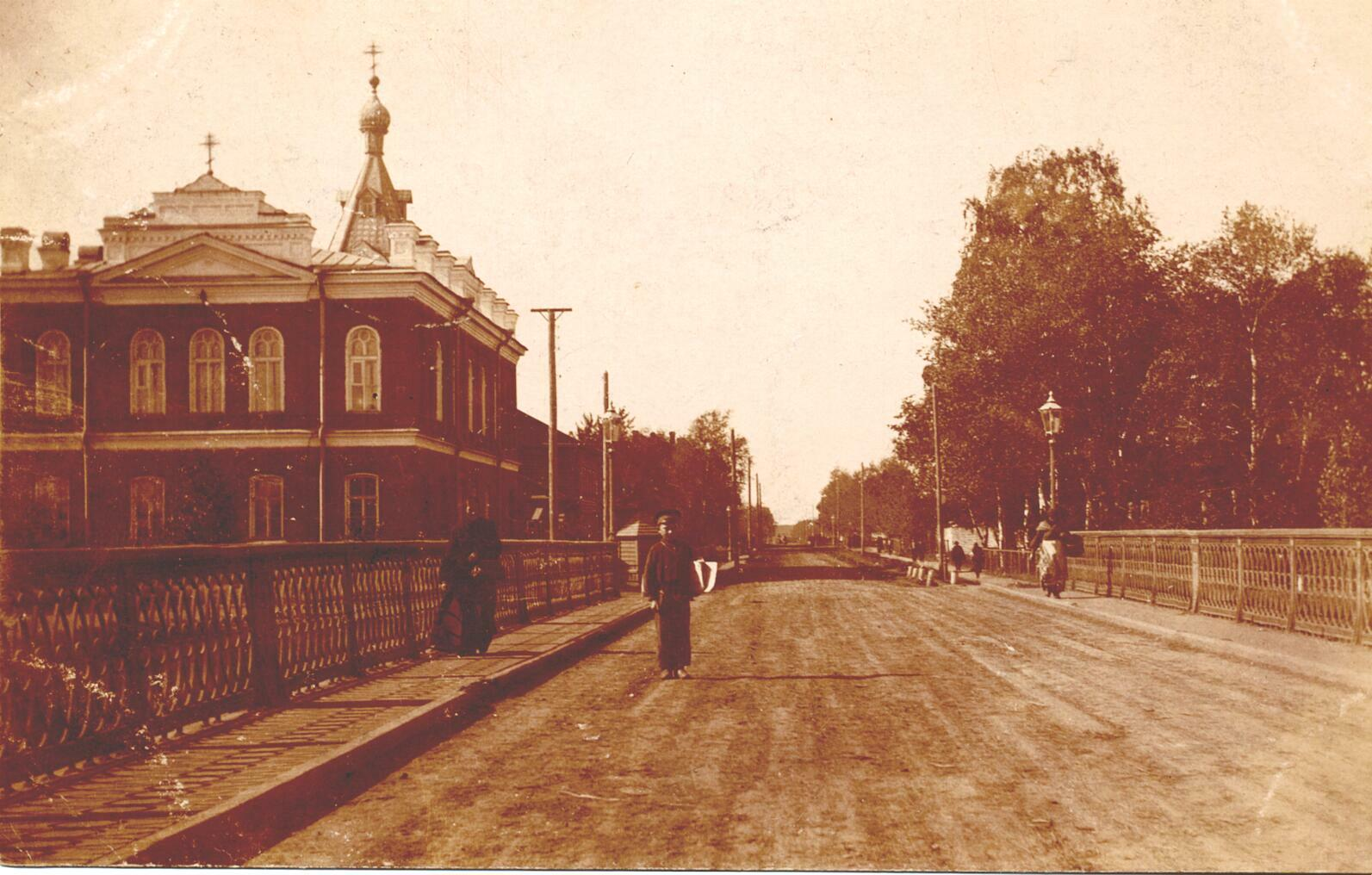
Царскосельский проспект. Фото 1907 года
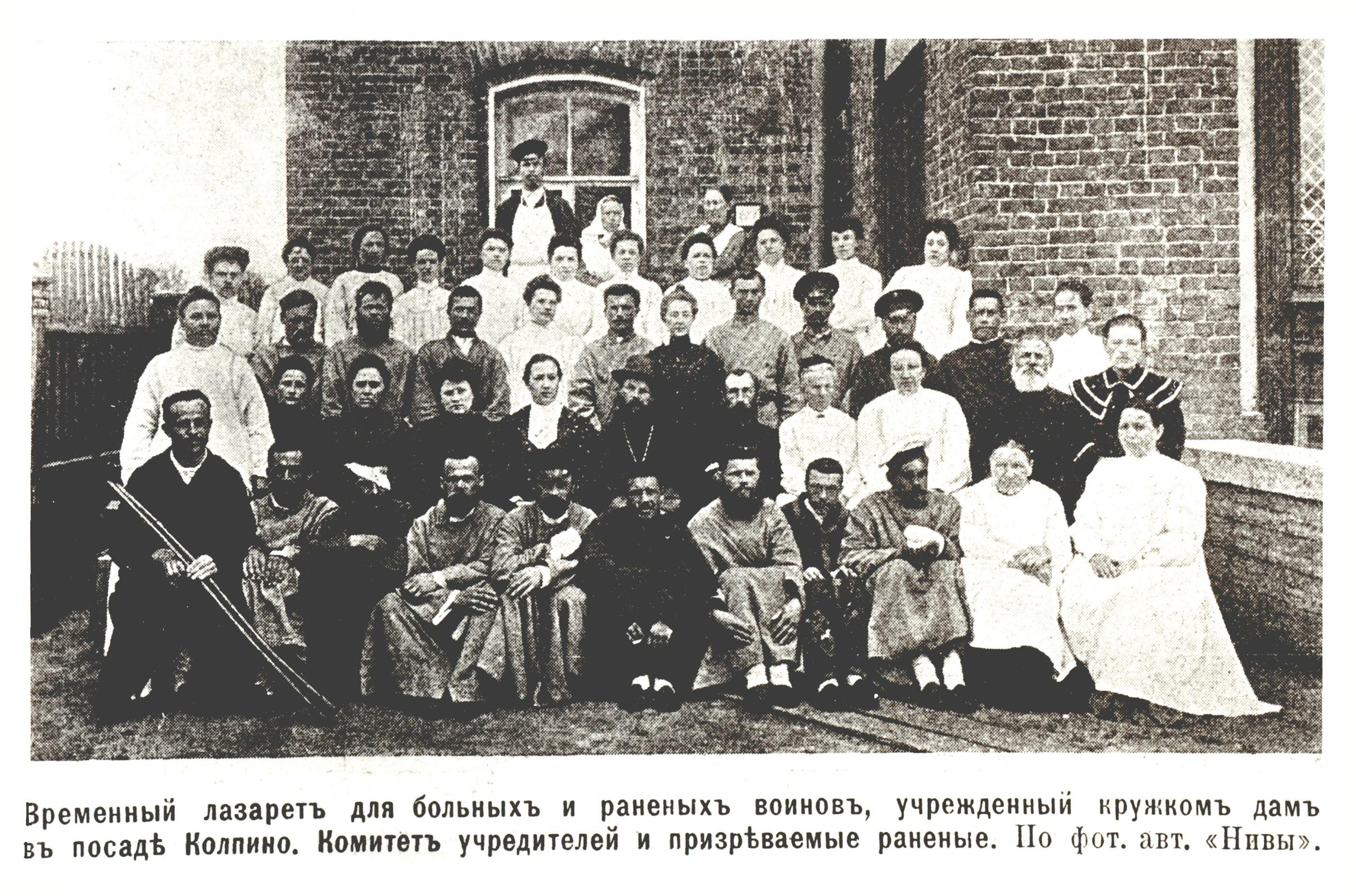
Фото 1905 года
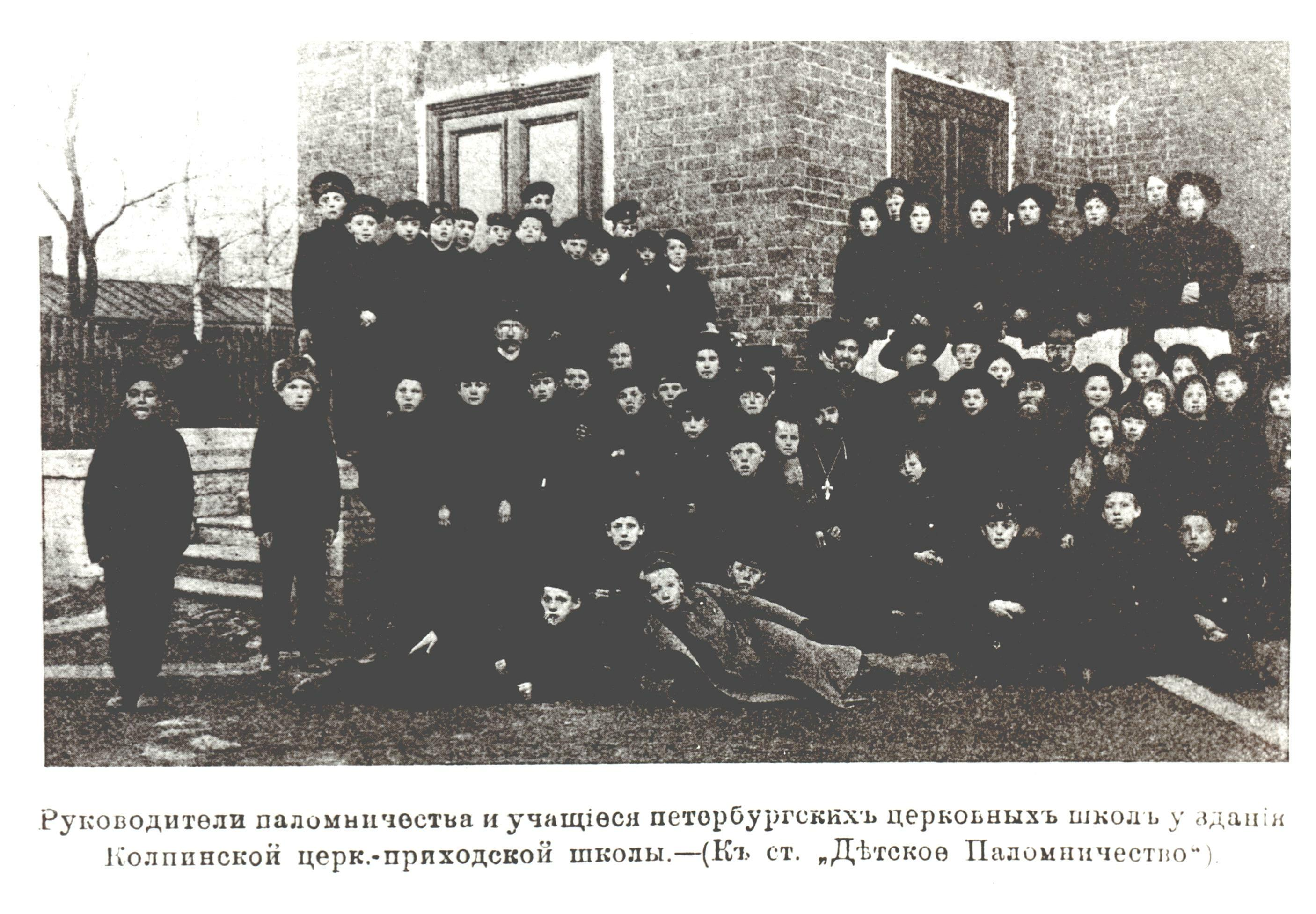
Фото 1911 года

14 марта 1991 года по результатам референдума о судьбе здания было принято решение о возвращении его Русской Православной Церкви. Богослужения в храме возобновились в апреле 1991 года.
Постоянные богослужения в храме начались 6 января 1994 года.
10 августа 1994 года началось восстановление колокольни по проекту колпинского художника Василия Иановича Зозули, которое закончилось 25 апреля 1997 года, когда были подняты колокола.
В 1998 году на крыше храма были восстановлены каменные кокошники и парапетные тумбы, а 20 сентября 1998 года на восточном фасаде церкви был восстановлен восьмиконечный крест.

Кинотеатр «Заря»
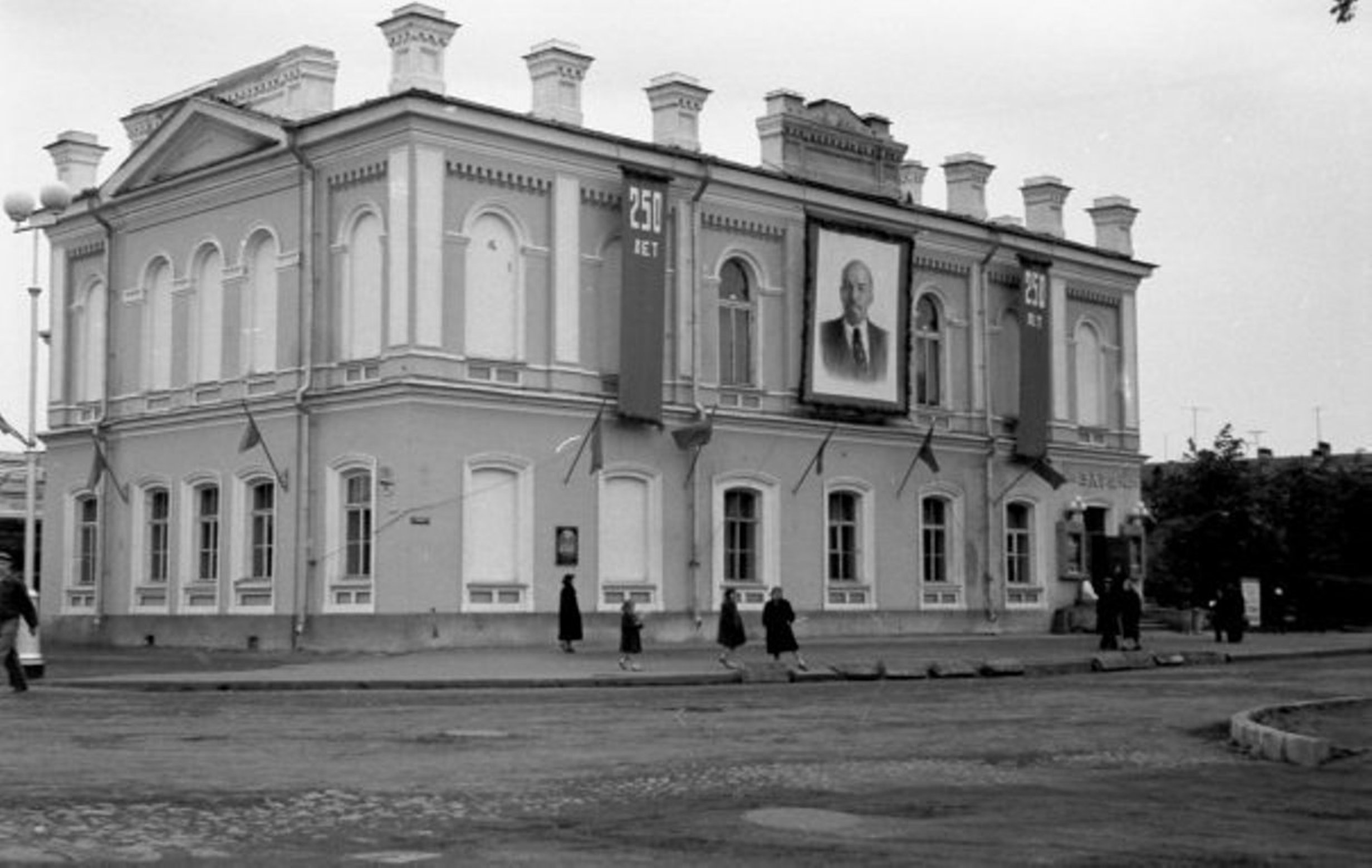
1957 год
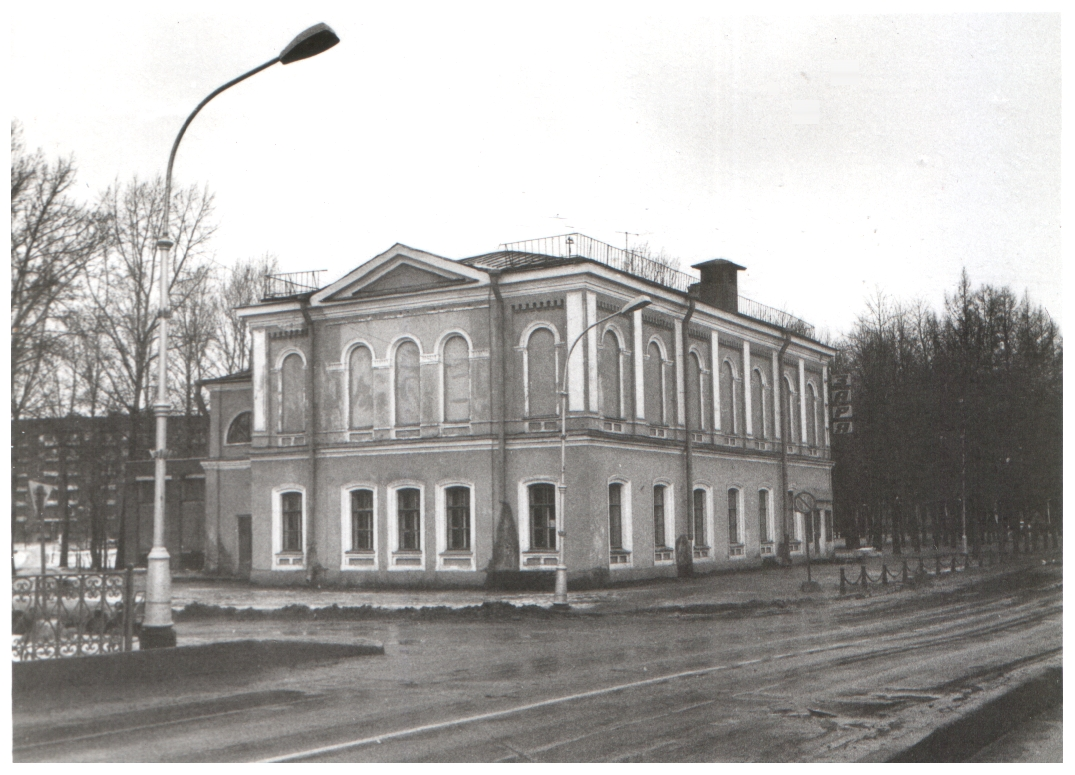
1990 год

## Архитектура, убранство
Двухэтажное каменное здание сложено из красного кирпича, но не оштукатурено. Апсида и центральный купол отсутствуют. С восточной стороны фронтон храма венчает каменная надстройка — кокошник, на которой установлен крест.
На первом этаже здания, где располагалась школа, были три обширных светлых класса, позволявшие вместить по 60—80 учеников каждый. Здесь же помещалась небольшая комната для преподавателей. Верхний этаж занимает церковь, рассчитанная на 1000 человек.
Храм трёхпрестольный. Главный престол был освящён в честь праздника Вознесения Господня; левый — в честь иконы Божией Матери «Знамение» (освящён 20 ноября (3 декабря) 1911 года) и правый — во имя святого мученика Аникиты и святой равноапостольной княгини Ольги, являвшихся тезоименитыми покровителями создателя храма и его супруги (освящён в 1902 году).

Храм сегодня
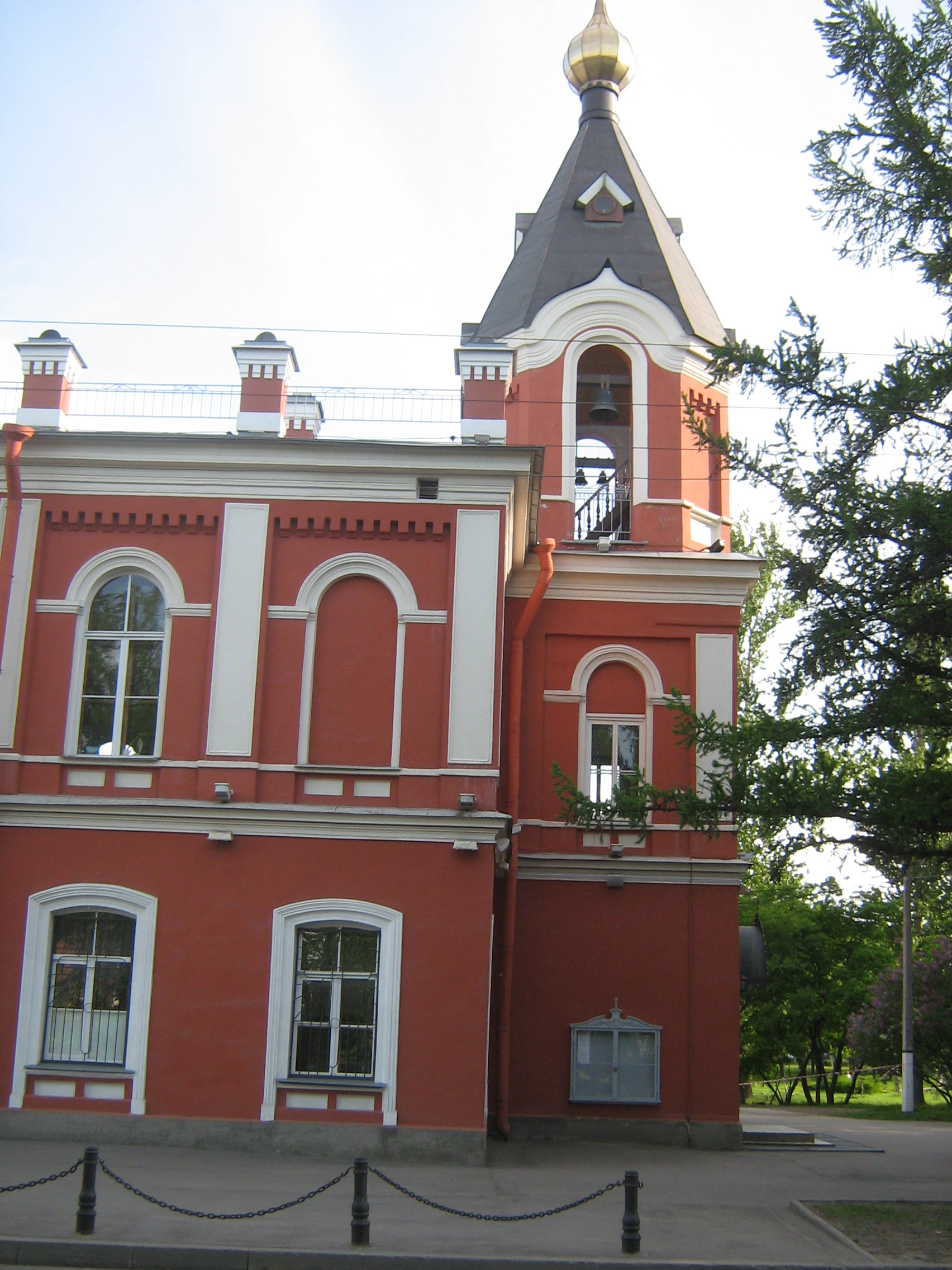
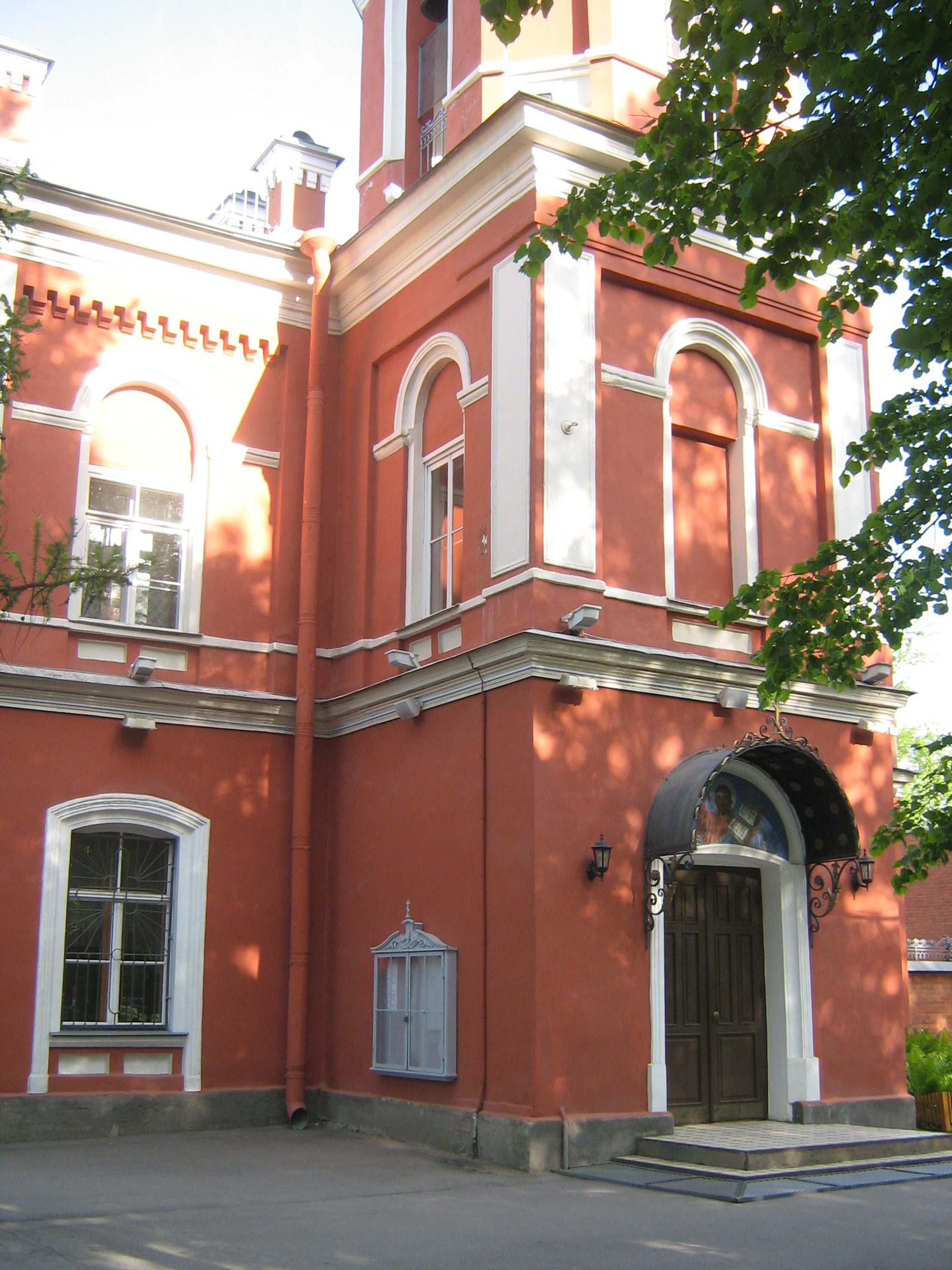
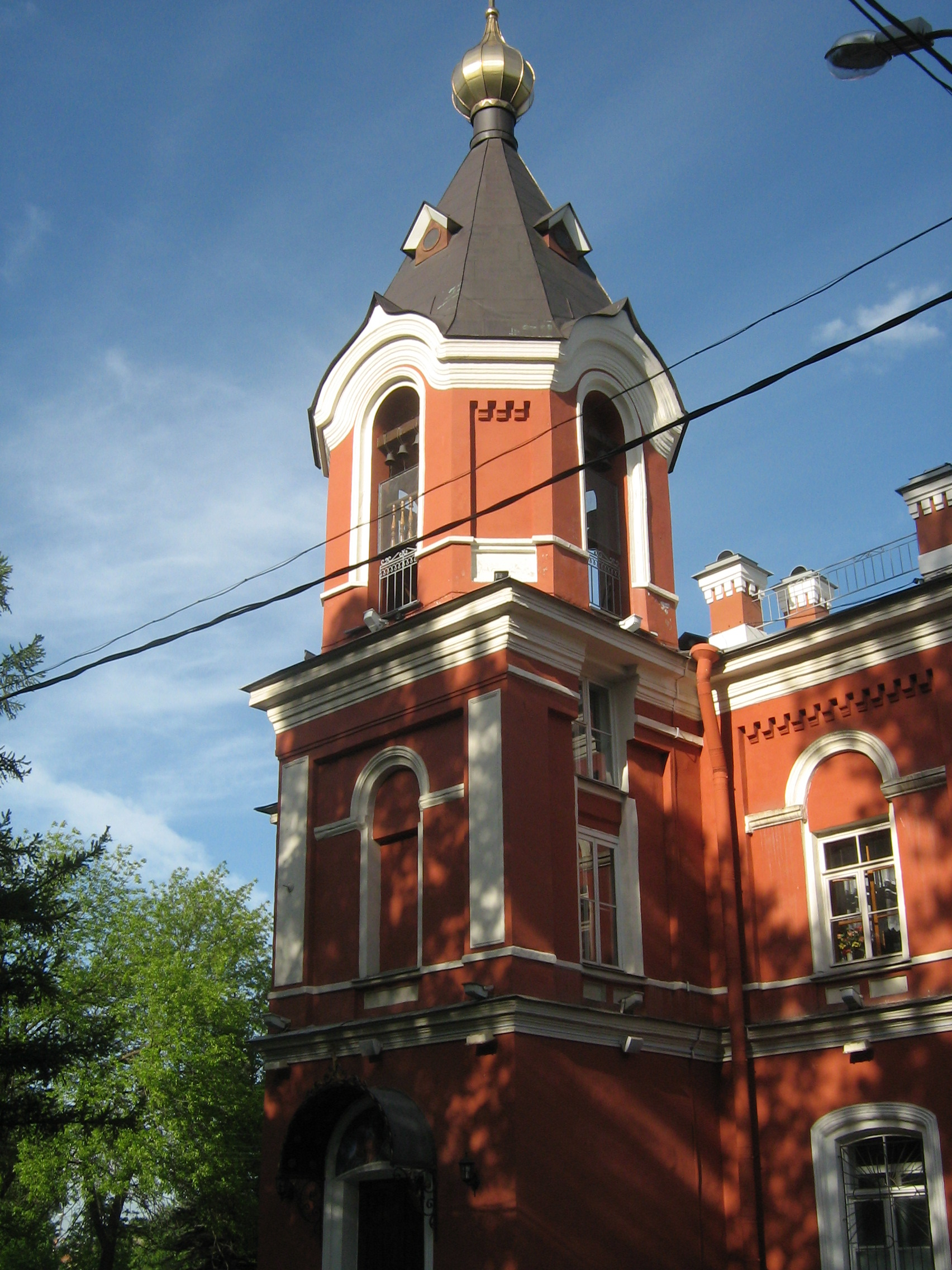
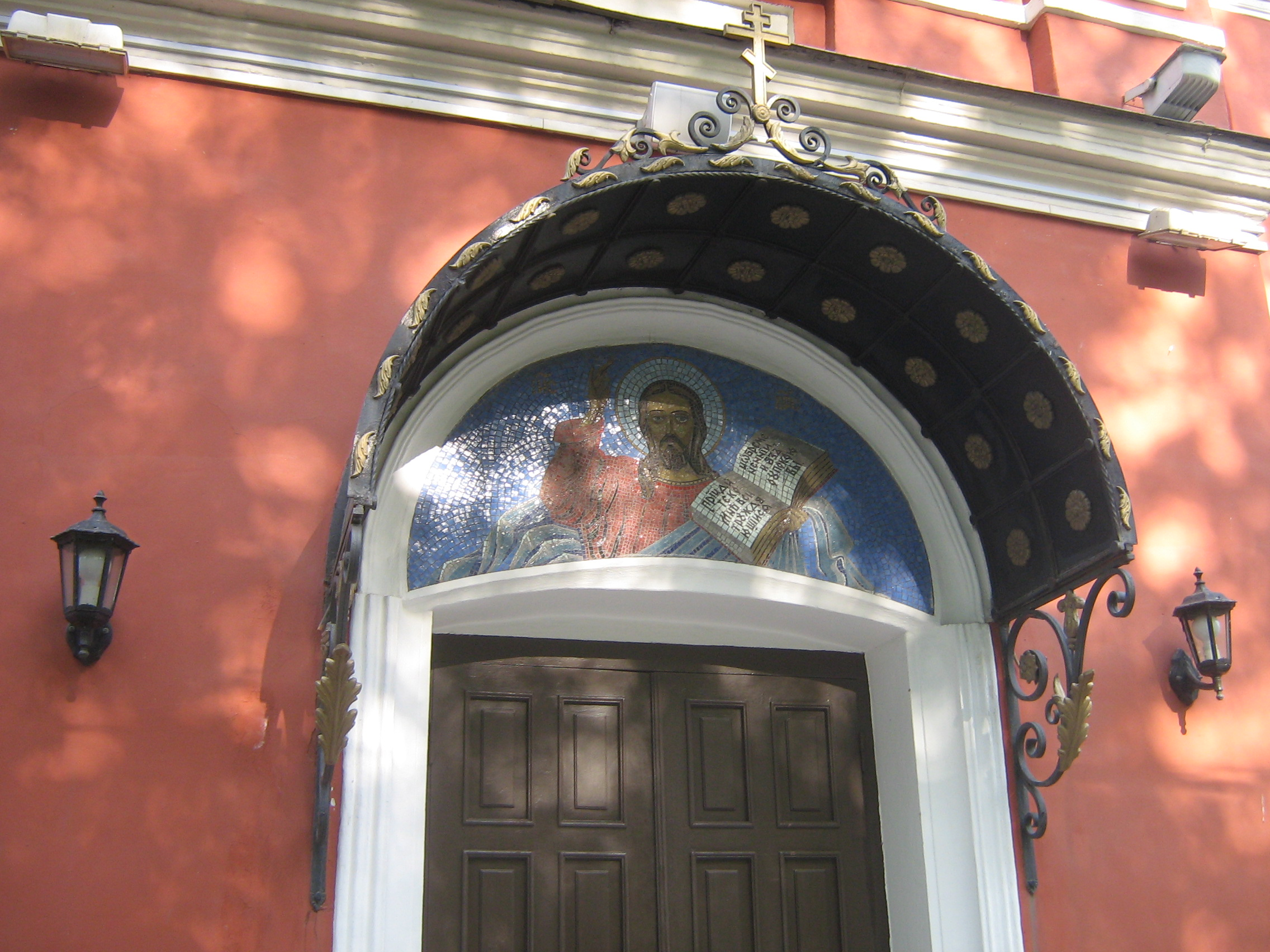

## Духовенство
| Настоятели церкви              | Настоятели церкви                               |
| Даты                           | Настоятели                                      |
| ------------------------------ | ----------------------------------------------- |
| 16 октября 1900 — 14 июня 1901 | священник Иоанн Рождественский (1869—1915)      |
| 14 июня 1901—1910              | священник Николай Смирнов (1876—1941)           |
| 18 июля 1910—1920              | священник Иоанн Заборовский (1882 — после 1935) |
| 1920 — март 1990               | период несамостоятельности прихода и закрытия   |
| март 1990 — август 1991        | священник Владимир Коваль (род. 1950)           |
| август 1991 — февраль 1992     | протоиерей Адриан Должиков (1937—2019)          |
| февраль — август 1992          | священник Иоанн Пашкевич (род.1963)             |
| сентябрь 1992 — март 1993      | священник Евгений Михайлов (род. 1961)          |
| март 1993 — настоящее время    | протоиерей Серафим Сологуб (род. 1965)          |